# Donji Lipovčani
Donji Lipovčani – wieś w Chorwacji, w żupanii bielowarsko-bilogorskiej, w mieście Čazma. W 2011 roku liczyła 82 mieszkańców.